# Eaton Bishop
Eaton Bishop est une paroisse civile et un village du Herefordshire, en Angleterre.